# Baiersdorf
Baiersdorf é uma cidade da Alemanha, localizado no distrito de Erlangen-Höchstadt, no estado de Baviera.